# نظارة واقية

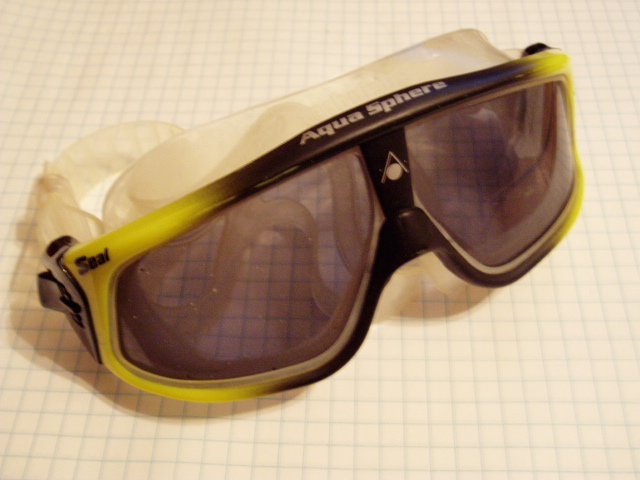
نظارة واقية

النظارة الواقية هي أنواع من النظارات تستخدم لحماية العينين من الحبيبات المتطايرة أو من الماءأو الكيماويات، وهي تكون في العادة مغلقة من الجوانب. تستخدم تلك النظارات في رياضة السباحة، كما تستخدم في المعامل والمصانع الكيماوية، وتستخدم أيضا في الصناعات المعدنية في البرادة واللحام والنشر وغيرها بغرض حماية العينين . كما توجد منها أنواع مشكّلة طبقا لوصف طبيب العيون تعمل في نفس الوقت على تصحيح عيوب العين مثل قصر النظر أو الاستجماتيزم ( وهو عيب وراثي في العين، يعاني المصاب به من عدم تساوي محوري الرؤية الأفقي والرأسي، أي أن المصاب به يرى الدائرة في هيئة بيضوية )

## بعض أنواع النظارات الواقية

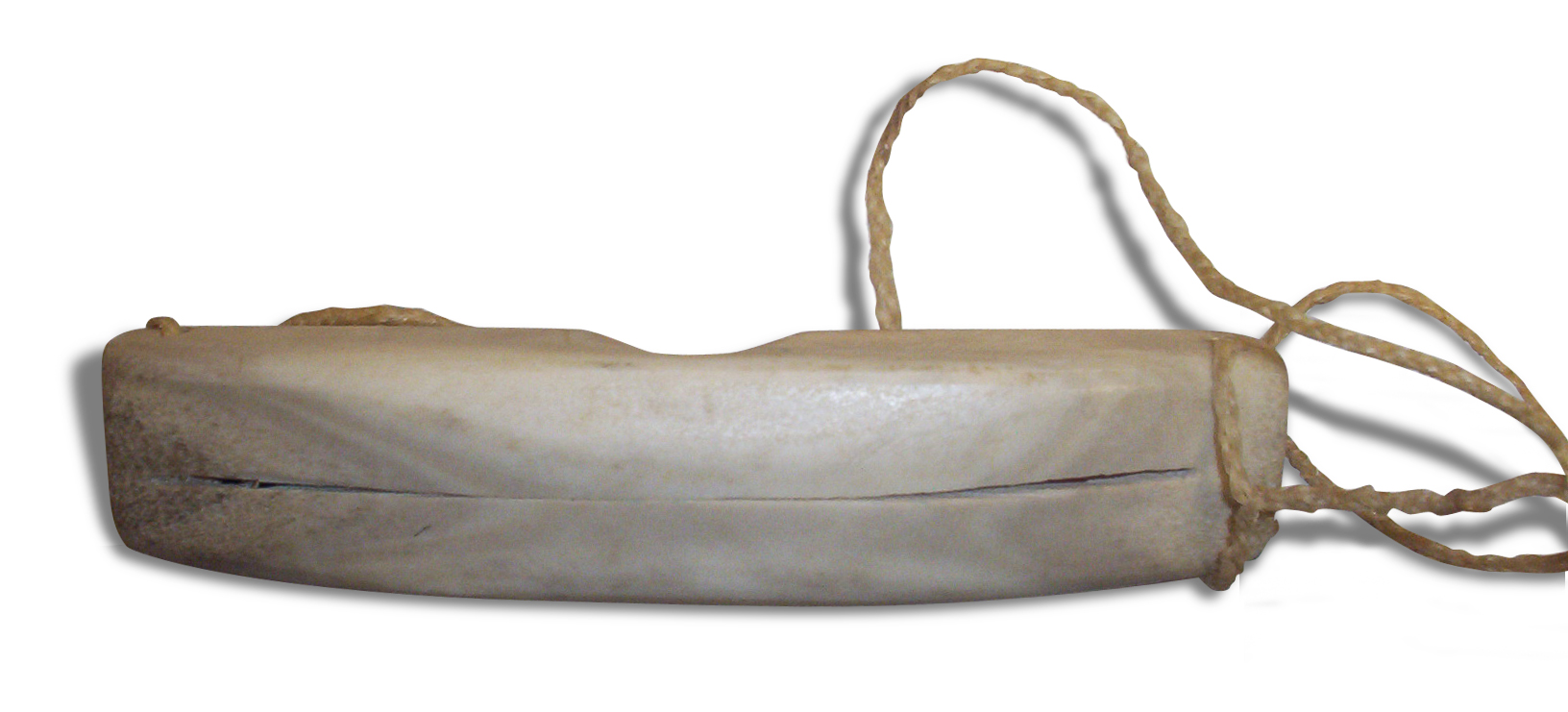
نظارة سكان القطب الشمالي لحماية العينين من انعكاس الضوء على الجليد.
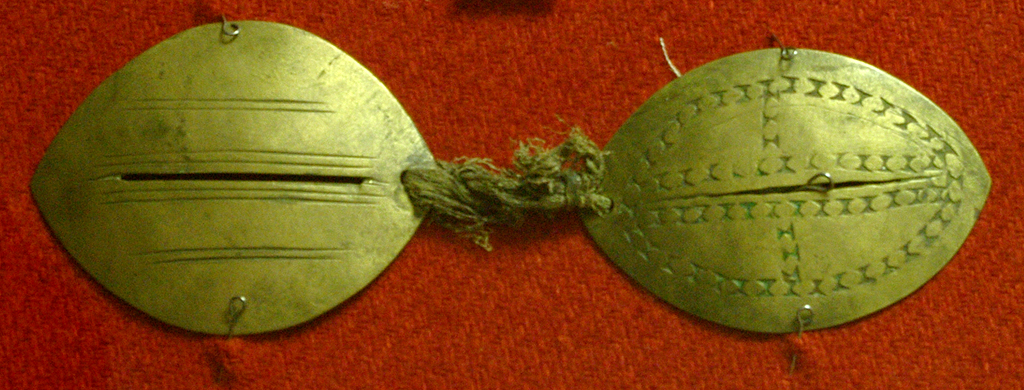
نظارة واقية لمعالجة المعادن
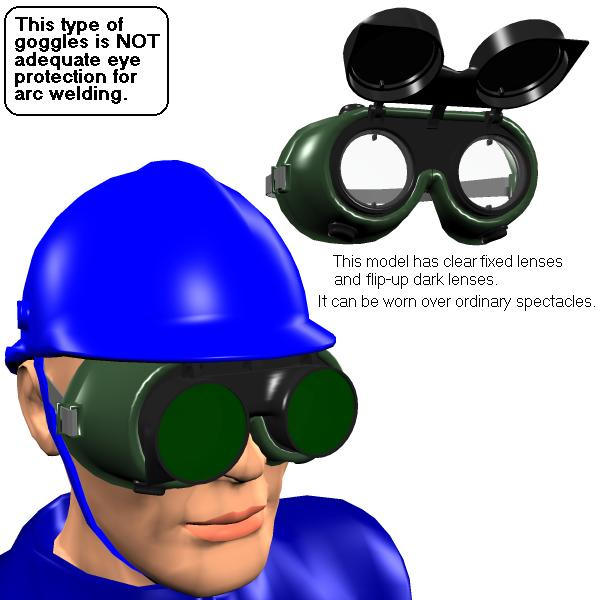
نظارة واقية يستخدمها اللحامون.

## اقرأ أيضا
- تصوير ثلاثي الأبعاد
- ذاكرة ثلاثية الأبعاد
- نظارة مقربة